# Santa Helena de Minas
Santa Helena de Minas é um município brasileiro do estado de Minas Gerais.

## Geografia
Localizado na região do vale do rio Mucuri, a cidade de Santa Helena de Minas possui uma população recenseada em 5 938  habitantes. O município pertence à Comarca de Águas Formosas. Sua emancipação se deu em 21 de dezembro de 1995. Anteriormente era distrito do município de Bertópolis. O município de Santa Helena de Minas se destaca por abrigar em seu território a tribo dos índios Maxakali, últimos remanescentes das diversas tribos indígenas que habitavam o território de Minas Gerais. A densidade populacional do município é de 20,8 km quadrados.

## História
O início da ocupação da região do atual município de Santa Helena de Minas se deu na primeira metade do século XX. A região, coberta por densa floresta atlântica, atraiu a atenção de pessoas interessadas no comércio de madeiras nobres, típicas de regiões de mata atlântica. A esta exploração sucedeu-se a criação de áreas pastoris para a criação de gado vacum de leite e de corte. Na década de 1960, com o aumento populacional das fazendas, construiu-se o traçado urbano caracterizado por extensas ruas retilíneas cortadas perpendicularmente por pequenas ruas. Em 1995 o município emancipou-se de sua antiga sede. Atualmente, a cidade de Santa Helena de Minas caracteriza-se por ser uma das cidades mais dinâmicas do vale do Mucuri.

## Frota
Sua frota estimada em Outubro de 2012, segundo o IBGE, era de de 578 veículos. 188(carros) caminhonete(47) camioneta(6) ciclomotor (1) micro-ônibus(8) motocicleta (307) e motoneta(1). O município de Santa Helena de Minas tem sua frota relativamente nova.

## Instituições Financeiras
A cidade conta com duas agências bancárias, sendo uma do Banco Bradesco  e uma do Sicoob (Cooperativa). Além de uma casa lotérica e uma agência dos Correios/Banco Postal segundo dados de 2010.

## Economia
As principais fontes de renda são a pecuária, o comércio e o funcionalismo público.

## Aldeias
- Água Boa (aldeia indígena)

## Infraestrutura
- Número de Postos de Saúde: 2
- Telefonia móvel: oi
- Número de escolas de ensino fundamental: 3
- Número de escolas de ensino médio: 1